# پارک ملی قبوستان
پارک ملی قبوستان (به ترکی آذربایجانی: Qobustan Milli Parkı) با نام رسمی چشم‌انداز فرهنگی سنگ‌نگاره‌های قبوستان، منطقه‌ای تپه‌ای و کوهستانی در جنوب شرقی رشته‌کوه‌های قفقاز است که به‌طور عمده در حوضهٔ آبریز رود جیران‌کچمز، بین رودهای پیرساعات و سومقاییت، در غرب قبوستان (در حدود ۶۴ کیلومتری جنوب غربی مرکز باکو، پایتخت جمهوری آذربایجان) و در کرانه‌های غربی دریای خزر قرار دارد. دره‌هایی تنگ و عمیق که در زبان ترکی آذربایجانی قبو نامیده می‌شوند این منطقه را قطع می‌کنند و نام قبوستان نیز احتمالاً برگرفته از همین قبوهاست.
وجود سنگ‌نگاره‌های تاریخی، آثار باستانی، گل‌افشانها و گازسنگها در این منطقه سبب شد تا قبوستان در سال ۱۹۶۶ منطقه‌ای بااهمیت ملی-تاریخی در آذربایجان اعلام و کوه‌های بویوکداش، کوچوکداش، جینگیرداغ و تپهٔ یازیلی که در نزدیکی دریای خزر در جنوب شرقی قبوستان تحت حفاظت دولتی قرار گیرد. پس از آن این منطقه در سال ۲۰۰۷ نیز به‌دلیل سنگ‌نگاره‌هایش در فهرست میراث جهانی یونسکو قرار گرفت. این سنگ‌نگاره‌ها به‌واسطهٔ کیفیت حجاری‌ها و نمایش مواردی همچون شکار، جانوران، گیاهان و سبک زندگی در دوران پیش از از تاریخ و نمایش توالی فرهنگی از آن دوران تا قرون وسطی به‌عنوان میراثی با اهمیت جهانی بسیار در نظر گرفته‌شدند.

## باستان‌شناسی
ارزش باستان‌شناسی قبوستان در سال ۱۹۳۰ میلادی و به‌دنبال عزیمت مردانی برای استخراج شن از معدنی در این منطقه مشخص گردید. یکی از کارکنان معدن در میان سازندهای سنگی و تخته‌سنگی منطقه متوجهٔ حجاری‌هایی بر روی صخره‌ها شد و با اطلاع گروه آن‌ها توانستند غارهای دست‌ساز بشر را نیز که درونشان نقاشی‌های بیشتری بود را بیابند.
در این منطقه بیش از ۶٬۰۰۰ حجاری متعلق به ۵٬۰۰۰ تا ۴۰٬۰۰۰ سال پیش بر روی صخره‌ها انجام‌شده‌است. همچنین بقایایی از غارهای مسکونی، سکونت‌گاه‌ها و گورها به‌دست آمده که نمایانگر حضور و استفادهٔ شدید انسان از این منطقه پس از آخرین عصر یخبندان تا قرون وسطی بوده‌است.
بیشتر این سنگ‌نگاره‌ها مردمانی بدوی، حیوانات، نبردها، رقص‌های آیینی، گاوبازی، قایق‌هایی با پاروزنان مسلح، جنگجویانی نیزه به‌دست، کاروان‌های شتر، خورشید و ستارگان را به‌تصویر کشیده‌اند. نمایش فعالیت‌های مرتبط با شکار و ماهیگیری در این سنگ‌نگاره‌ها نشانگر زمانی است که اب و هوای منطقه گرمتر و مرطوبتر از امروز بوده‌است.

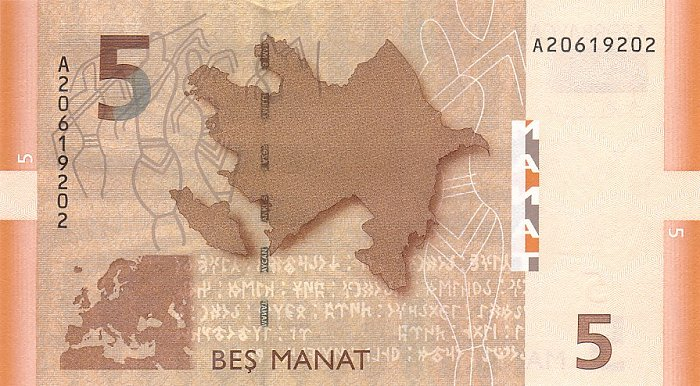
سنگ‌نگاره‌های قبوستان از سال ۲۰۰۶ تا کنون بر پشت اسکناس‌های ۵ مناتی آذربایجان نقش بسته‌اند.

## محیط
قبوستان دارای آب و هوایی خشک و تاحدودی نیمه‌گرمسیری است و زمستان‌هایی معتدل و تابستان‌هایی بسیار خشک دارد. با اینحال وجود گیاهان وحشی نادر در این منطقه حکایت از آب و هوایی مرطوبتر و چشمه‌هایی با آب کافی در قبوستان در حدود ده‌ها هزار سال پیش دارد.
پوشش گیاهی منطقه همان خصوصیات گیاهان نواحی کویری و نیمه‌کویری را دارد و شامل بوته، خاراگوش و دیگر گیاهان دائمی مشابه می‌شود. رز وحشی، ارس، گلابی وحشی، انجیر وحشی، انار وحشی، پیچ امین‌الدوله و دیگر انواع درختان و بوته‌ها نیز در میان توده‌سنگ‌ها و صخره‌های منطقه روئیده‌اند.
بااینحال این منطقه در گذشته‌های دور از نظر گیاهی و جانوری غنی‌تر بوده و گله‌های عظیم گاو وحشی، بز، گوزن، اسب وحشی، خر، گراز وحشی و غزال که شکار جانوران دیگری همچون شیر، گرگ، گربه وحشی و پلنگ بودند در قبوستان می‌زیستند. اما پوشش جانوری منطقه در طی دهه‌های گذشته کاهش یافته و امروزه جانورانی همچون روباه، شغال، گرگ، خرگوش، گربه وحشی، کبوتر وحشی و شماری مار و مارمولک در اینجا می‌زیند.

## گل‌فشان‌ها

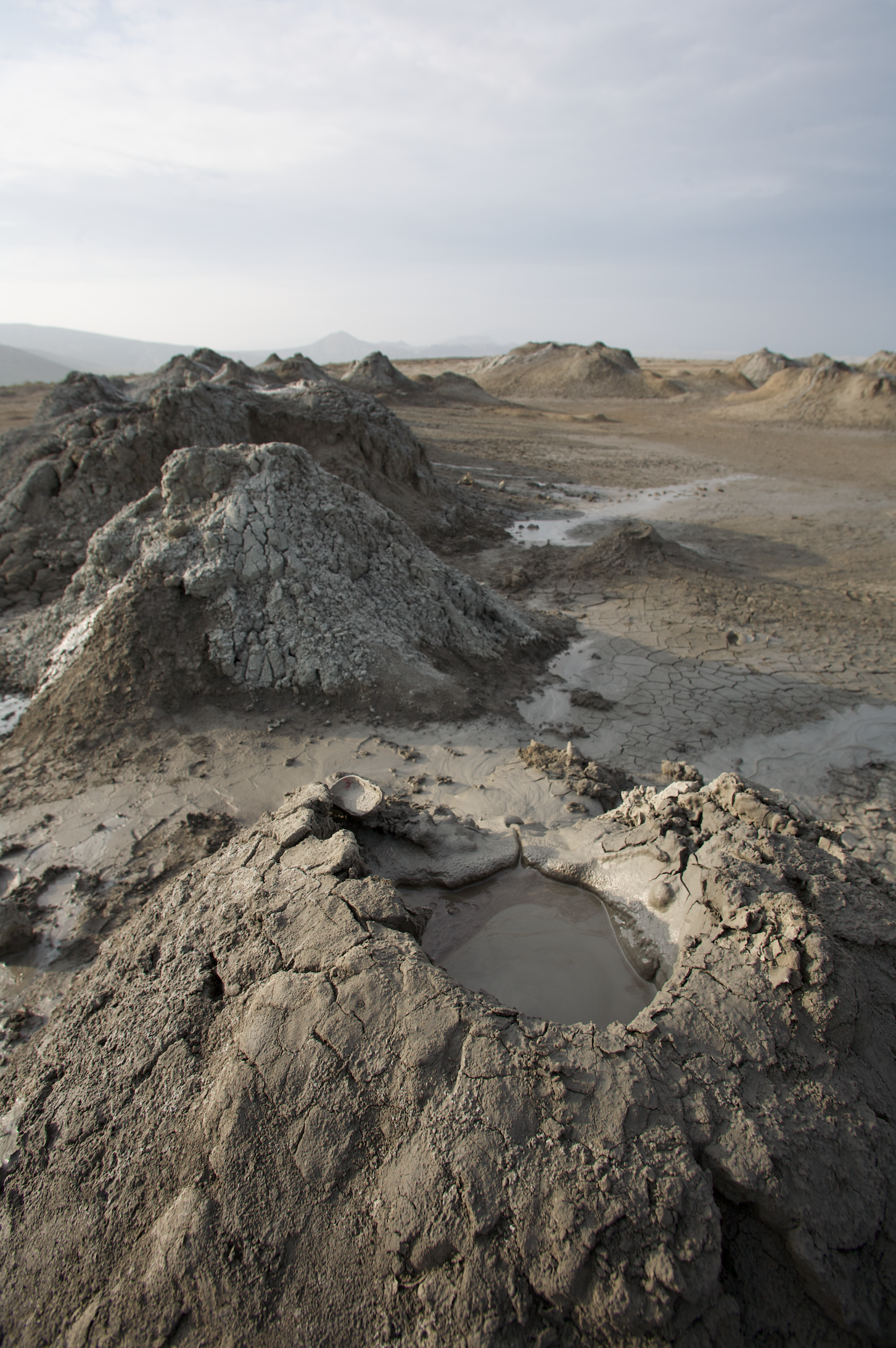

تقریباً در حدود ۴۰۰ گل‌فشان در آذربایجان و کرانه‌های آن در دریای خزر وجود دارد که این میزان بیش از نیمی از کل گل‌فشان‌های جهان است. یکی از این گل‌فشان‌ها واقع در ۱۵ کیلومتری باکو در سال ۲۰۰۱ ناگهان شروع به بیرون‌دادن شعله‌هایی به ارتفاع ۱۵ متر نمود و اخبار جهان را به خودش اختصاص داد.
تصور بر آن است که که این گل‌ها خاصیت دارویی دارند و به‌همین‌دلیل بسیاری از توریست‌های محلی و بین‌المللی برای استفاده از این گل‌ها به این منطقه سفر می‌کنند.
به‌طور متوسط یک گل‌فشان هر ۲۰ سال یکبار یا بیشتر با نیرویی عظیم در قبوستان فوران کرده و علاوه بر ایجاد شعله‌هایی به ارتفاع صدها متر، چندین تن گل را نیز در محیط اطرافش می‌پراکند.